# 豊田勘八インターチェンジ
豊田勘八インターチェンジ（とよたかんぱちインターチェンジ）は、愛知県豊田市にある東海環状自動車道のインターチェンジ。
2025年4月15日 14時よりETC専用料金所に変更。ETC非搭載車は利用できない。

## 歴史
- 2005年（平成17年）3月19日：豊田東JCT - 美濃関JCT間開通に伴い、供用開始。
- 2025年（令和7年）4月15日 14時：料金所がETC専用化[1]。

## 周辺
- 越戸ダム
- 矢作緑地
- 名鉄三河線平戸橋駅
- 勘八峡
- 香嵐渓

## 接続する道路
- 直接接続
  - 豊田市道

- 間接接続
  - 国道153号
  - 愛知県道345号中金百々線

## 料金所
- ブース数：4

ブース運用はETC化前からの推測（現地確認・ソースが出るまでの暫定）

### 入口
- ブース数：2
  - ETC専用：1
  - ETC/サポート：1

### 出口
- ブース数：2
  - ETC専用：1
  - ETC/サポート：1

## 隣
C3 東海環状自動車道
(2)豊田松平IC - 鞍ヶ池PA/スマートIC - (3)豊田勘八IC - (4)豊田藤岡IC